# 181-я улица (линия Восьмой авеню, Ай-эн-ди)
|   |   |   |   |
| · | · | · | · |

|   |   |   |   |
| · | · | · | · |

«181-я улица» (англ. 181st Street) — станция Нью-Йоркского метрополитена, расположенная на линии Восьмой авеню, Ай-эн-ди. Станция находится в Манхэттене, в районе Вашингтон-Хайтс, на пересечении 181-й улицы с Форт-Вашингтон-авеню. На станции останавливается маршрут A (круглосуточно). Открыта 10 сентября 1932 года, вместе с другими станциями линии (за исключением трёх самых южных, открытых несколько позже).
Станция состоит из двух путей и двух боковых платформ. Так как станция расположена довольно глубоко (это связано с сильной холмистостью района Вашингтон-Хайтс), доступ к платформам обеспечивают лифты, лестницы или просто пологий тоннель, ведущий к Оверлук Террасе (с северного конца платформ). Подземная система лифтов, тоннелей и лестниц обеспечивает возможность их использования не только пассажирами подземки, но и пешеходами. Точно такая же «организация пассажиропотока» установлена на 191-й улице линии Бродвея и Седьмой авеню. Одноимённая станция 181-я улица находится в трёх кварталах восточнее.
- Лифты
- Вход на станцию